# Przejście graniczne Jaworzynka Trójstyk-Hrčava Trojmezí
Przejście graniczne Jaworzynka Trójstyk-Hrčava Trojmezí (tzw. Trzycatek) – polsko-czeskie przejście graniczne na szlaku turystycznym w położone w województwie śląskim, w powiecie cieszyńskim, w gminie Istebna, zlikwidowane w 2007.

## Opis
Przejście graniczne Jaworzynka Trójstyk-Hrčava Trojmezí w rejonie znaku granicznego nr I/1/1, zostało utworzone 23 sierpnia 2005, w pobliżu miejscowości Jaworzynka Trójstyk, w Polsce i Hrčava Trojmezí, w Czechach. Czynne było w godz. 6.00–20.00 w okresie letnim (kwiecień–wrzesień) i w godz. 8.00–18.00 w okresie zimowym (październik–marzec). Dopuszczone przekraczanie granicy przez pieszych, rowerzystów i narciarzy. Odprawę graniczną i celną wykonywały organy Straży Granicznej. Doraźnie kontrolę graniczną i celną osób, towarów oraz środków transportu wykonywała Placówka SG w Jaworzynce.
21 grudnia 2007 na mocy układu z Schengen przejście graniczne zostało zlikwidowane.

Do przekraczania granicy państwowej z Republiką Czeską na szlakach turystycznych uprawnieni byli obywatele następujących państw:

1. Republika Austrii
2. Królestwo Belgii
3. Republika Grecji
4. Królestwo Danii
5. Republika Estonii
6. Republika Finlandii
7. Republika Francuska
8. Królestwo Hiszpanii
9. Królestwo Niderlandów
10. Państwo Izrael
11. Japonia
12. Republika Irlandii
13. Republika Islandii
14. Kanada
15. Wielkie Księstwo Luksemburga
16. Republika Litewska
17. Republika Łotewska
18. Republika Federalna Niemiec
19. Królestwo Norwegii
20. Republika Portugalska
21. Republika Słowacka
22. Republika Słowenii
23. Stany Zjednoczone Ameryki Północnej
24. Konfederacja Szwajcarska
25. Królestwo Szwecji
26. Republika Węgierska
27. Zjednoczone Królestwo Wielkiej Brytanii i Irlandii Północnej
28. Republika Włoska
29. Republika Cypryjska[5]
30. Księstwo Liechtensteinu[5]
31. Republika Malty[5].

## Galeria

Przejście graniczne Jaworzynka Trójstyk-Hrčava Trojmezí
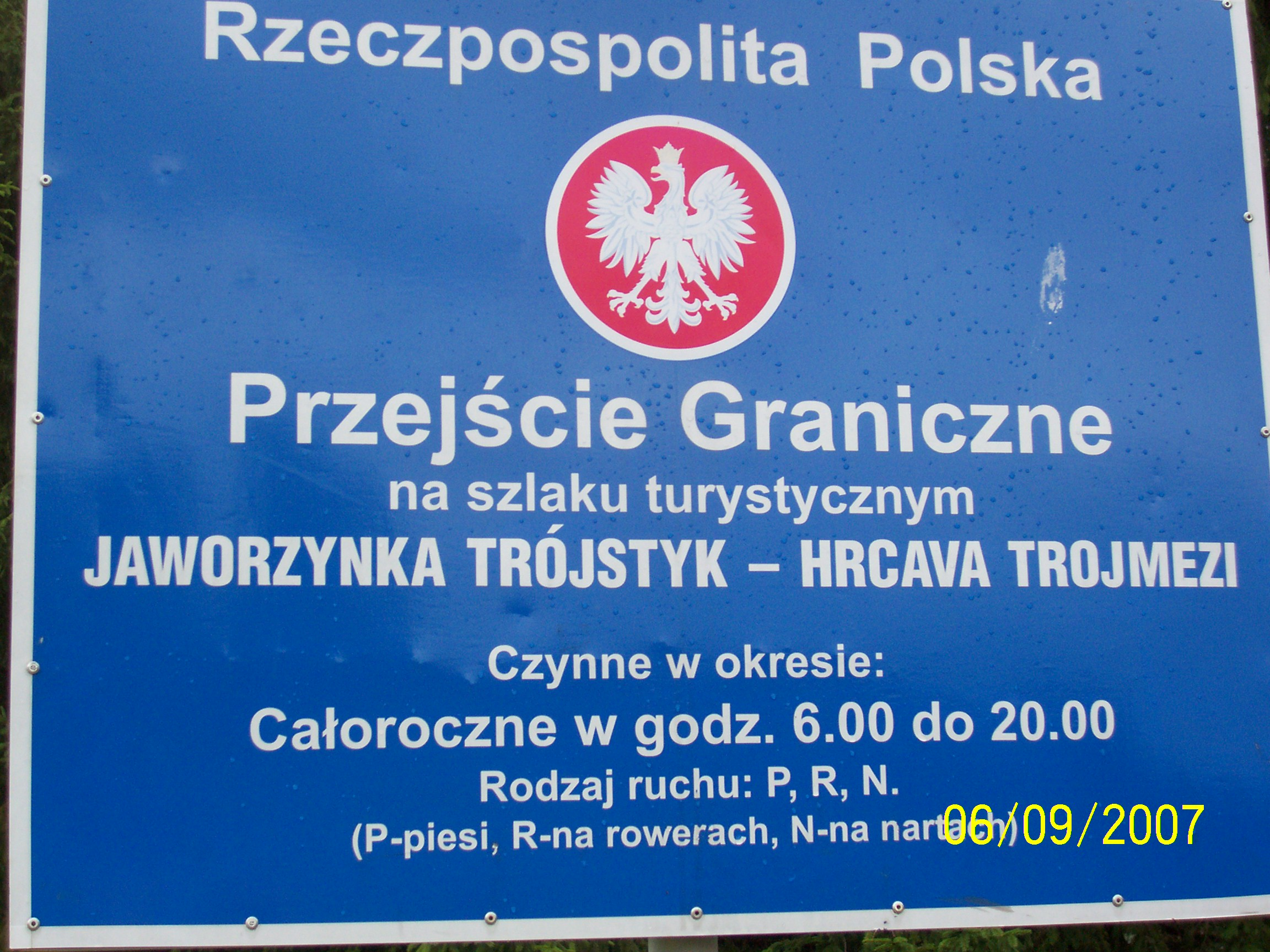
Tablica informacyjna (wrzesień 2007)
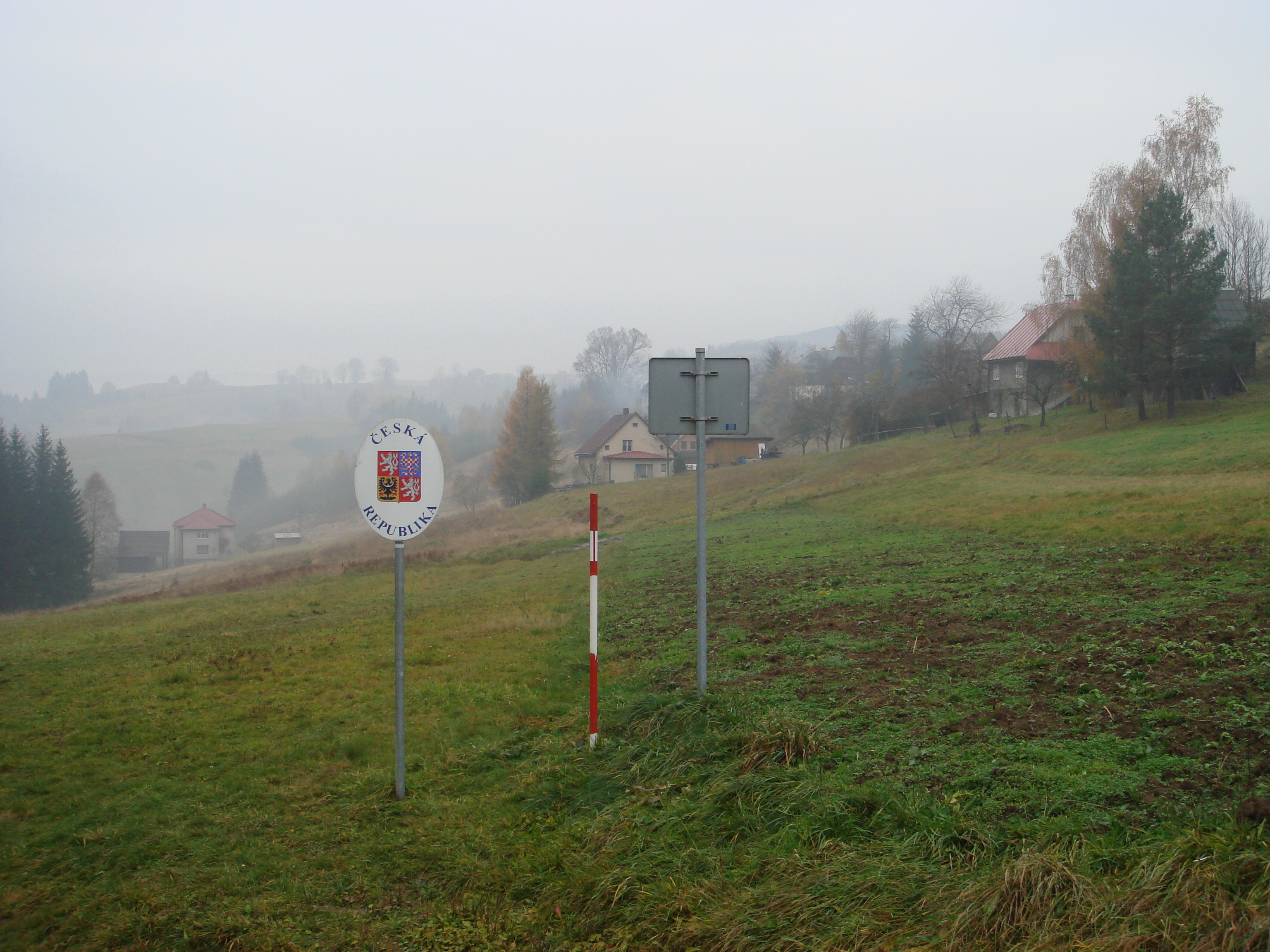
Czeska tablica informacyjna (październik 2007)